# Ich und Earl und das Mädchen (Film)
Ich und Earl und das Mädchen (Originaltitel: Me and Earl and the Dying Girl) ist eine US-amerikanische Tragikomödie des Regisseurs Alfonso Gomez-Rejon, die am 25. Januar 2015 beim Sundance Film Festival ihre Premiere feierte und am 19. November 2015 in die deutschen Kinos kam. Ich und Earl und das Mädchen basiert auf dem gleichnamigen Roman von Jesse Andrews, der auch die Arbeiten am Drehbuch zum Film übernahm.

## Handlung
Greg ist in seinem letzten Jahr an der Highschool, wo er sich möglichst unauffällig verhält. Sein einziger Freund ist Earl, ein Schwarzer, der in ärmeren Verhältnissen aufgewachsen ist und den er seit dem Kindergarten kennt. Er bezeichnet ihn allerdings nur als „Arbeitskollegen“, da er mit ihm schon 42 Filme gedreht hat. Deren Titel, z. B. A Sockwork Orange, sind in witziger Form abgewandelt von bekannten Filmen.
Von seiner Mutter erfährt Greg, dass seine Mitschülerin Rachel Leukämie hat. Sie fordert ihn auf, das Mädchen, das er bisher kaum beachtet hat, zu besuchen. Rachel möchte jedoch keine Mitleidsbesuche, willigt auf sein Drängen hin aber ein, einen Tag mit ihm „abzuhängen“, damit seine Mutter zufrieden ist. Da Rachel viele Kissen in ihrem Zimmer hat, erzählt er ihr, dass er zu Kissen mitunter eine besondere Beziehung hat, was sie interessant findet. Da Greg nicht viel über Rachels Krankheit weiß, erkundigt er sich bei seinem Lehrer danach. Greg freundet sich mit Rachel an. Er gibt ihr Tipps, wie sie einen Anfall vortäuschen oder sich tot stellen kann, wenn sie mit anderen nicht reden will. Rachel macht sich vor allem Sorgen, dass ihre Mutter es nicht verkraften würde, „wenn es zu Ende gehen“ sollte. Dass Greg nicht aufs College gehen will, das für ihn ein „Albtraum“ wäre, findet sie sehr dumm. Als Greg mit ihr in der Mensa zu Mittag isst, macht er sich mit spöttischen Bemerkungen einige Mitschüler zu Feinden, was ihn selbst sehr ärgert, da er so seine „kultivierte Unsichtbarkeit“ zunichtegemacht hat. Als Greg und Earl im Büro des beliebten Geschichtslehrers, wo sie meist ihre Mittagspause verbringen, die Suppe des Lehrers probieren, sind sie anschließend „auf Drogen“. In diesem Zustand besuchen sie Rachel, die mittlerweile Chemotherapie bekommt. So lernt sie Earl kennen. Beim Eis essen auf einer Treppe erzählt Earl Rachel von den Filmen, die er mit Greg dreht, was er ihr bisher vorenthalten hatte. Anschließend schauen sie zusammen einige der Filme an, die Greg und Earl selbst zwar „scheiße“ finden, Rachel aber amüsieren.
Rachel ist nun seit Wochen in Behandlung und hat eine Glatze bekommen, die sie mit einer Mütze bedeckt. Sie findet sich hässlich und ist darüber sehr unglücklich. Zur Aufmunterung gibt Greg ihr die selbstgedrehten Filme und erzählt von dem neuen Film, einer Abwandlung von Apocalypse Now, bei der die Helden auf eine Box mit Tulpen stoßen. Beim Videodreh kommt die Mitschülerin Madison dazu, die findet, dass die beiden einen Film für Rachel drehen sollten. Greg antwortet „stimmt“, was er aber nicht als Zusage auffasst. Gregs Mutter möchte, dass er sich für das College bewirbt und gibt ihm dazu ein dickes Handbuch. Rachel erklärt ihm die Vorzüge gegenüber der Highschool und schafft es, dass er sich in ihrer Anwesenheit über das Internet bei der „Pittsburg State“ bewirbt. Greg schenkt ihr daraufhin das Buch. Während Rachel nun Perücken trägt und sich weiterhin die Filme anschaut, erhält Greg die Zusage der Universität. Rachel muss schließlich in die Klinik, während Earl und Greg über einen Film für sie diskutieren. Earl will ihn nicht machen, und Greg hat keine Idee, dennoch versuchen sie es. Sie nehmen fantasielose Grußbotschaften der Mitschüler („du schaffst es“) und ein Interview mit Rachels Mutter auf. Darin bezeichnet sie die Schere als Rachels Lieblingsspielzeug, seit diese damit die Bücher ihres Vaters zerstört hat, als dieser die Familie verlassen hatte. Bei Besuchen ist Rachel unterschiedlicher Stimmung, wird aber immer stiller. Schließlich kündigt sie an, die Behandlung abzubrechen, sie würde davon nur kränker. Greg will dies nicht hinnehmen („ich werde dir nicht beim Sterben zusehen“), worauf ihm Rachel vorhält, nichts aus eigenem Antrieb zu tun. Greg ist frustriert, er wirft Earl „Verrat“ vor, weil er Rachel von dem Film erzählt hat und will sich mit ihm prügeln. Earl findet das belanglos, wichtig sei, dass Greg jetzt jemandem einmal nicht egal sei.
Da Greg nicht mehr zu Schulaufgaben kommt, haben seine schulischen Leistungen stark nachgelassen, und das College zieht seine Zulassung zurück. Seine Mutter sagt ihm, dass Rachel wieder im Krankenhaus ist, allerdings nicht mehr zur Behandlung. Greg weigert sich, sie zu besuchen. Er werde es zwar bereuen, es sei aber ihre Entscheidung gewesen, aufzugeben und er bereue auch sonst, was er alles gemacht habe. Madison überredet Greg, mit ihr auf den Schulball zu gehen. Seine Mutter besorgt ihm einen Smoking, in dem er sich dann aber nicht zur Schule, sondern in die Klinik fahren lässt. Er hat den für Rachel gedrehten Film dabei, den sie sich zusammen ansehen. Zunächst werden verschiedene Großaufnahmen der Gesichter der drei sowie von Rachels Mutter gezeigt. Anschließend sind bewegte Formen und psychedelische Farben zu sehen. Dabei geht es Rachel plötzlich sehr schlecht und sie benötigt die Hilfe des Personals. Später fällt sie ins Koma und stirbt kurze Zeit später.
Bei der Trauerfeier gibt Rachels Mutter Greg das College-Handbuch zurück. In diesem steckt eine Karte, worauf Rachel einen Abschiedsbrief verfasst hat. Greg geht nochmal auf ihr Zimmer und liest den Text. Sie habe einen Brief an das College geschrieben, er sei ein „guter Freund“, aber ein Idiot, wenn er nicht aufs College gehe, und er solle einige ihrer Kissen mitnehmen. Im Brief an die Hochschule beschreibt sie Greg als jemanden, „der mir ein halbes Jahr seines Lebens geschenkt hat, in einer Zeit, als ich sehr schwer zu ertragen war“. Im Handbuch und in weiteren Büchern entdeckt Greg mit der Schere eingeschnittene Kunstwerke, die Rachel gefertigt hat. Am Ende schickt er eine weitere Bewerbung an das College, dem er den Film beifügt, mit der Warnung versehen, dass der letzte, der ihn sah, anschließend gestorben sei.

## Hintergrund
Der Film basiert auf der gleichnamigen Romanvorlage von Drehbuchautor Jesse Andrews, das 2013 bei den ALA Best Books for Young Adults in die Top Ten Best Books for Young Adults aufgenommen wurde. Im Film gab Andrews sein Drehbuchdebüt.
Für den Soundtrack zeichnet Brian Eno verantwortlich.

## Rezeption

### Kritik
Der Film erhielt überwiegend positive Kritiken. Bei Metacritic erhielt der Film einen Metascore von 74/100 basierend auf 40 Rezensionen, bei Rotten Tomatoes waren 81 Prozent der 210 Rezensionen positiv.
Die Deutsche Film- und Medienbewertung beschreibt Ich und Earl und das Mädchen als „berührend, unterhaltsam, schräg und liebevoll zugleich. Ein großartiger Film, über eine Freundschaft, die ein Leben ändern kann. Und eine bezaubernde Geschichte, die man nicht so schnell vergisst“, und versah ihn mit dem Prädikat besonders wertvoll. In der Begründung heißt es: „Der Film umschifft Klippen der Peinlichkeiten und kreiert einen humoristisch-skurrilen Erzählstil, der sowohl der literarischen Vorlage (durch wunderbare Kapitelüberschriften wie ‚Tag 1 der todgeweihten Freundschaft‘ und einen zeitweise philosophisch anmutenden Off-Kommentar) als auch den filmischen Möglichkeiten mehr als gerecht wird.“

### Auszeichnungen

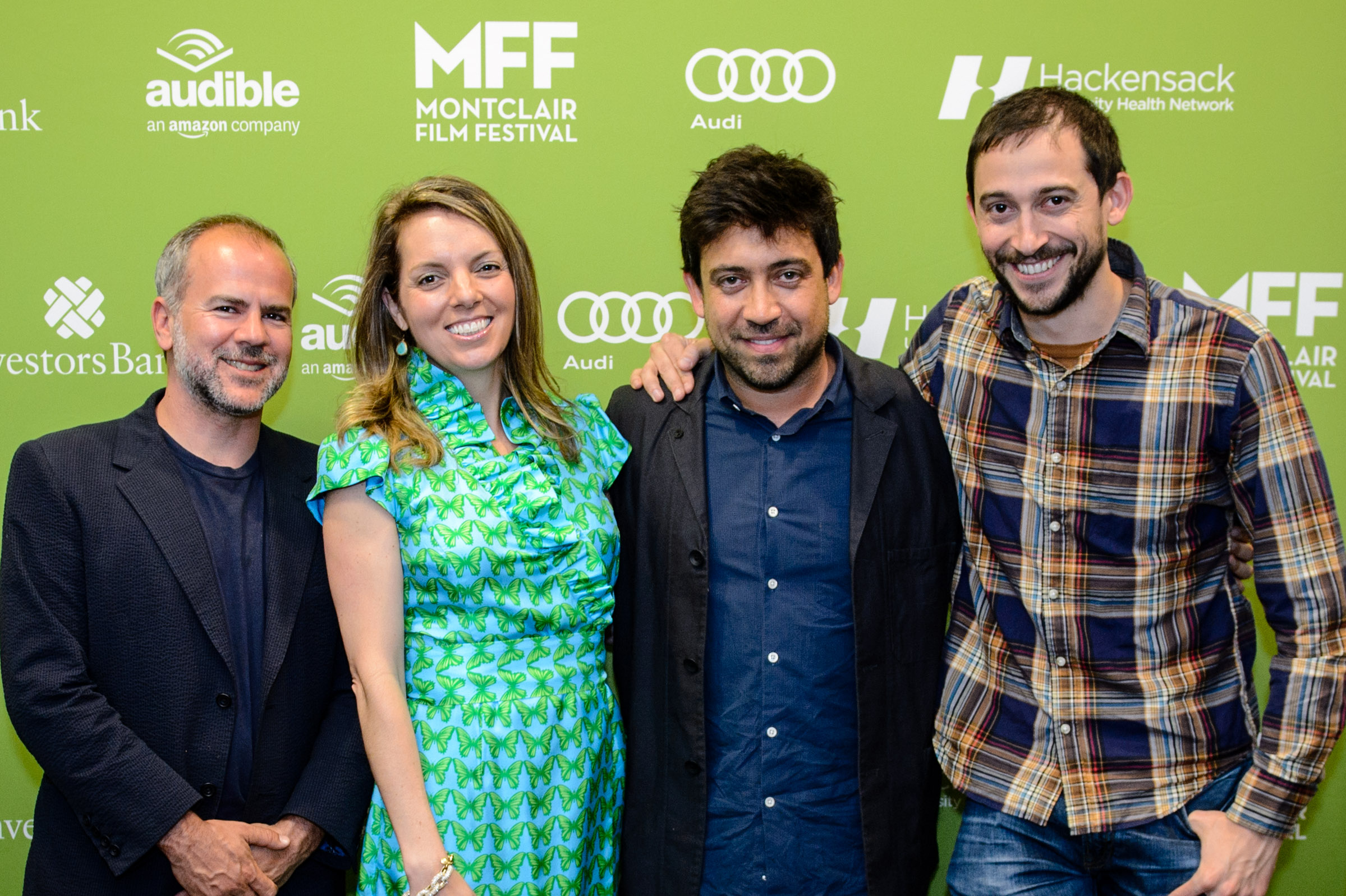
Das Filmteam mit dem Regisseur Alfonso Gomez-Rejon (2. v. re.) und Autor Jesse Andrews (re.) beim Montclair Film Festival 2015

Bei seiner Premiere beim Sundance Film Festival 2015 gewann Ich und Earl und das Mädchen den Publikumspreis für den besten Spielfilm und den Großen Preis der Jury für den besten Spielfilm. Bei den Teen Choice Awards 2015 erhielt er Nominierungen in den Kategorien Choice Summer Movie, Choice Movie: Breakout Star (Thomas Mann) und Choice Movie: Chemistry (Thomas Mann & RJ Cyler). Jesse Andrews wurde im Vorfeld der Independent Spirit Awards 2016 in der Kategorie Bestes Drehbuchdebüt nominiert. Cyler wurde im Rahmen der Critics’ Choice Movie Awards im Januar 2016 für seine Leistung im Film als Bester Jungdarsteller nominiert. Beim Montclair Film Festival 2015 erhielt Gomez-Rejon den Publikumspreis in der Kategorie Narrative Feature. Im Rahmen der 66. Eddie Awards wurde der Film am 4. Januar 2016 von der Vereinigung der American Cinema Editors in der Kategorie Bester Filmschnitt – Komödie oder Musical nominiert. Außerdem wurde der Film bei den Independent Spirit Awards 2016 für den besten Debütfilm nominiert.